# Kulturmiljöpedagogik
Kulturmiljöpedagogik är pedagogisk verksamhet som syftar till att öka människors kunskaper om och förståelse för de värden som finns i kulturmiljöer av olika slag. Kulturmiljön blir här ett mål i sig. Det kan även handla om en pedagogisk verksamhet som äger rum i en kulturmiljö för att levandegöra det förflutna. Publiken kan vara elever, barn, vuxna, turister etc. I det senare fallet fungerar kulturmiljön som ett medel för att sprida kunskap om det förflutna. 
Formerna för den kulturmiljöpedagogiska verksamheten kan variera. Exempel på kulturmiljöpedagogiska metoder är skyltning av fornlämningar, framtagande av informationsmaterial, föreläsningar och kurser etc. Dessa aktiviteter kan, men behöver inte, äga rum i kulturmiljöer. Andra exempel är guidningar och visningar av kulturmiljöer, stadsvandringar med mera eller upplevelsebaserad pedagogik med hantverk, matlagning, drama etc. som äger rum i en kulturmiljö.